# Adam de Coster
Adam de Coster, né à Malines vers 1586 et mort à Anvers en 1643, est un peintre flamand. Il est un membre éminent des caravagistes anversois qui comptaient parmi leurs membres des artistes tels que Theodore Rombouts, Gerard Seghers, Jan Cossiers, Jacques de l'Ange et Jan van Dalen. Ces caravagistes faisaient partie d'un mouvement international d'artistes européens qui ont interprété l'œuvre du Caravage et de ses successeurs de manière personnelle. Il est surtout connu pour ses scènes de genre avec de forts effets de clair-obscur (chiaroscuro). En raison de sa préférence pour les scènes ténébristes, il a été appelé Pictor Noctium ('peintre de la nuit')

## Biographie
Les détails sur la vie et l'éducation d'Adam de Coster sont sommaires. On sait qu'il était originaire de Malines, où il est né en 1585 ou 1586, fils de Jan de Coster et de Clara van der Borcht. En 1607, il est mentionné à Anvers lorsqu'il y est admis comme maître dans la Guilde de Saint-Luc de la ville.

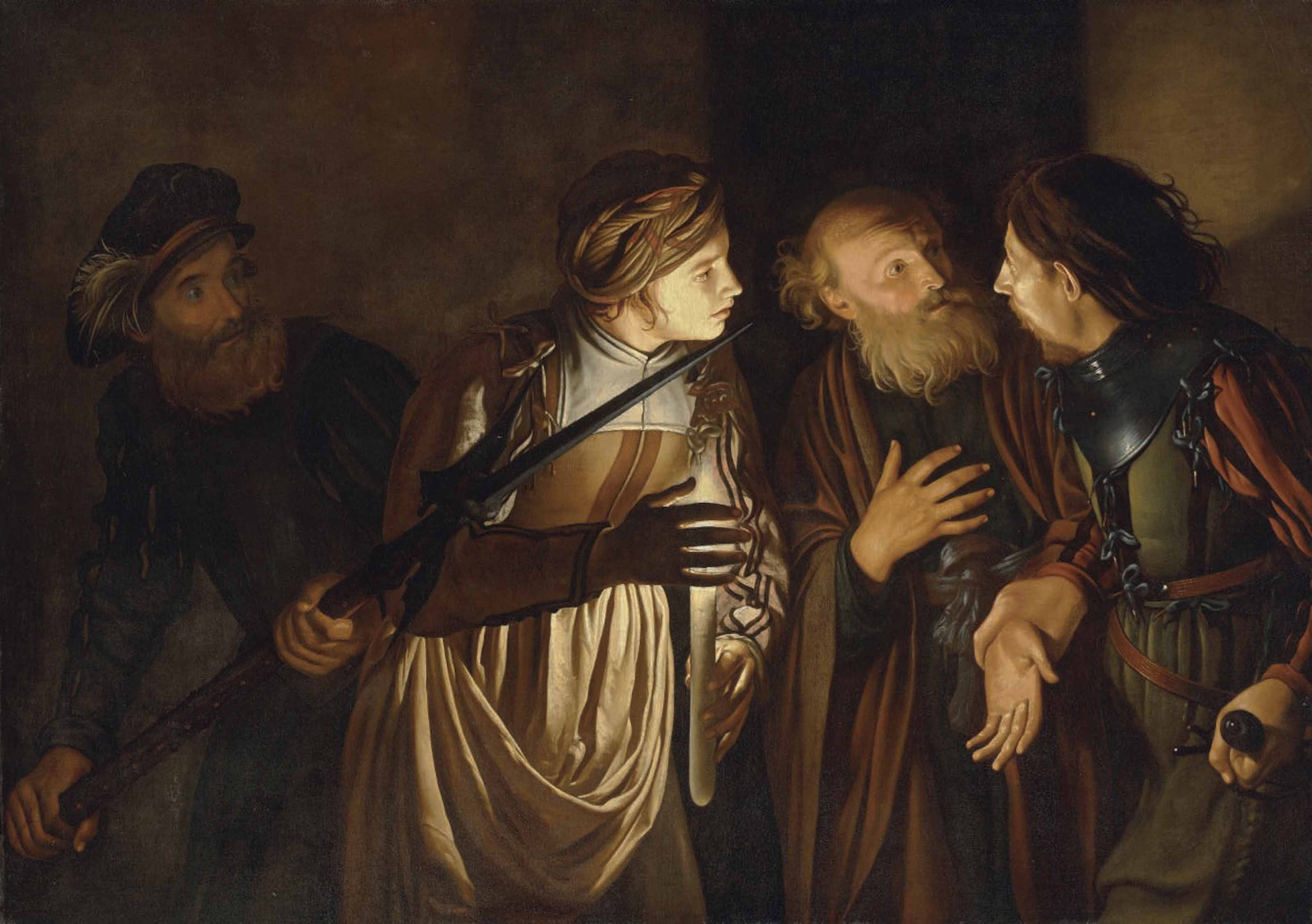
Reniement de Pierre

Malgré le manque de preuves documentaires, on suppose que de Coster a voyagé en Italie pendant ses années de formation. C'est là qu'il serait entré en contact avec les œuvres du Caravage et de ses suiveurs, qui allaient avoir une influence si importante sur son style et son sujet. Certaines des œuvres récemment redécouvertes de de Coster faisaient partie de collections italiennes, ce qui suggère également un possible séjour en Italie. Certaines similitudes entre ses peintures et celles de l'artiste lombard Antonio Campi suggèrent également un possible séjour en Italie. La seule preuve d'un voyage à l'étranger est un document montrant qu'il était à Hambourg en 1635. De Coster avait des liens personnels forts avec l'Italie, car certains de ses proches parents ont émigré en Italie, où ils ont travaillé comme peintres.

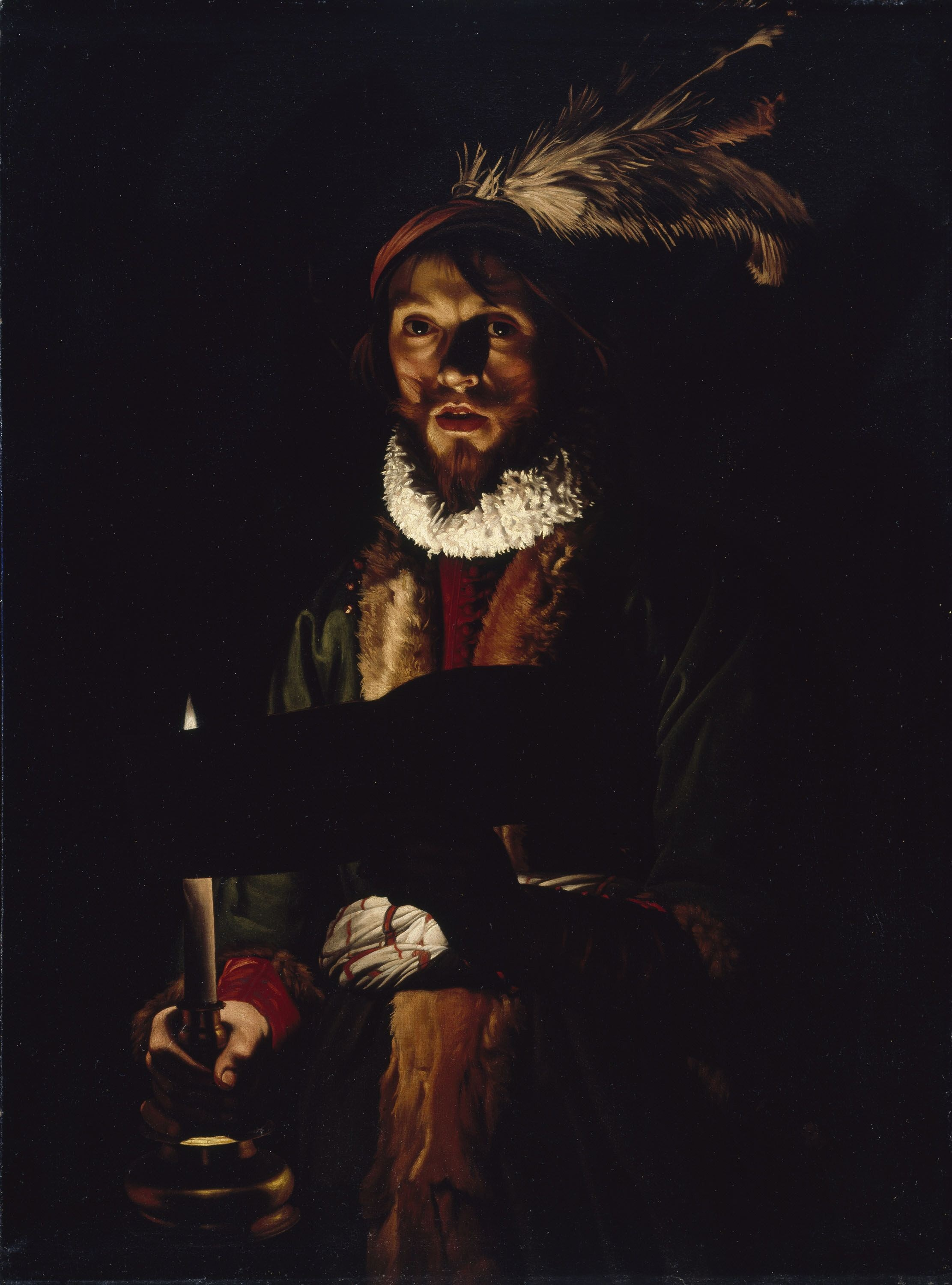
Un homme qui chante avec une bougie

Il a passé sa carrière à Anvers, où il jouissait apparemment d'une grande réputation. Ceci est confirmé par le fait qu'Antoine van Dyck a peint son portrait en grisaille, et Pieter de Jode le Jeune a gravé d'après ce portrait une gravure qui a été inclus dans l'"Iconographie" de van Dyck (Icones Principum Virorum), une collection de portraits de personnalités de premier plan de l'époque de van Dyck. Sous son portrait, de Coster est désigné comme un "Pictor Noctium", c'est-à-dire un "peintre de la nuit", une référence claire à sa préférence pour les scènes ténébristes. Il montre que sa réputation de peintre de scènes nocturnes s'est solidement établie en Europe du Nord dès les années 1630.
L'artiste n'avait aucun élève connu, Son nom a été largement oublié après sa mort et ses œuvres ont été attribuées à d'autres artistes.

## Œuvre
Adam de Coster n'avait pas l'habitude de signer ou de dater ses œuvres. De ce fait, beaucoup de ses œuvres ont été attribuées à d'autres caravagistes. Son œuvre a été reconstituée principalement sur la base d'une gravure de Lucas Vorsterman l'Ancien. (1595-1675) d'après le tableau perdu Les joueurs de trictrac à la bougie]. La gravure montre des joueurs de trictrac et un musicien illuminés par deux bougies allumées sur une table. La gravure se lit en bas, "A De Coster pi :", indiquant que la gravure a été gravée à partir d'une œuvre originale de de Coster. Cette œuvre a servi de base à l'attribution d'autres tableaux. L'historien de l'art anglais Benedict Nicolson a joué un rôle important dans la redécouverte de l'artiste et la réattribution d'œuvres à de Coster.

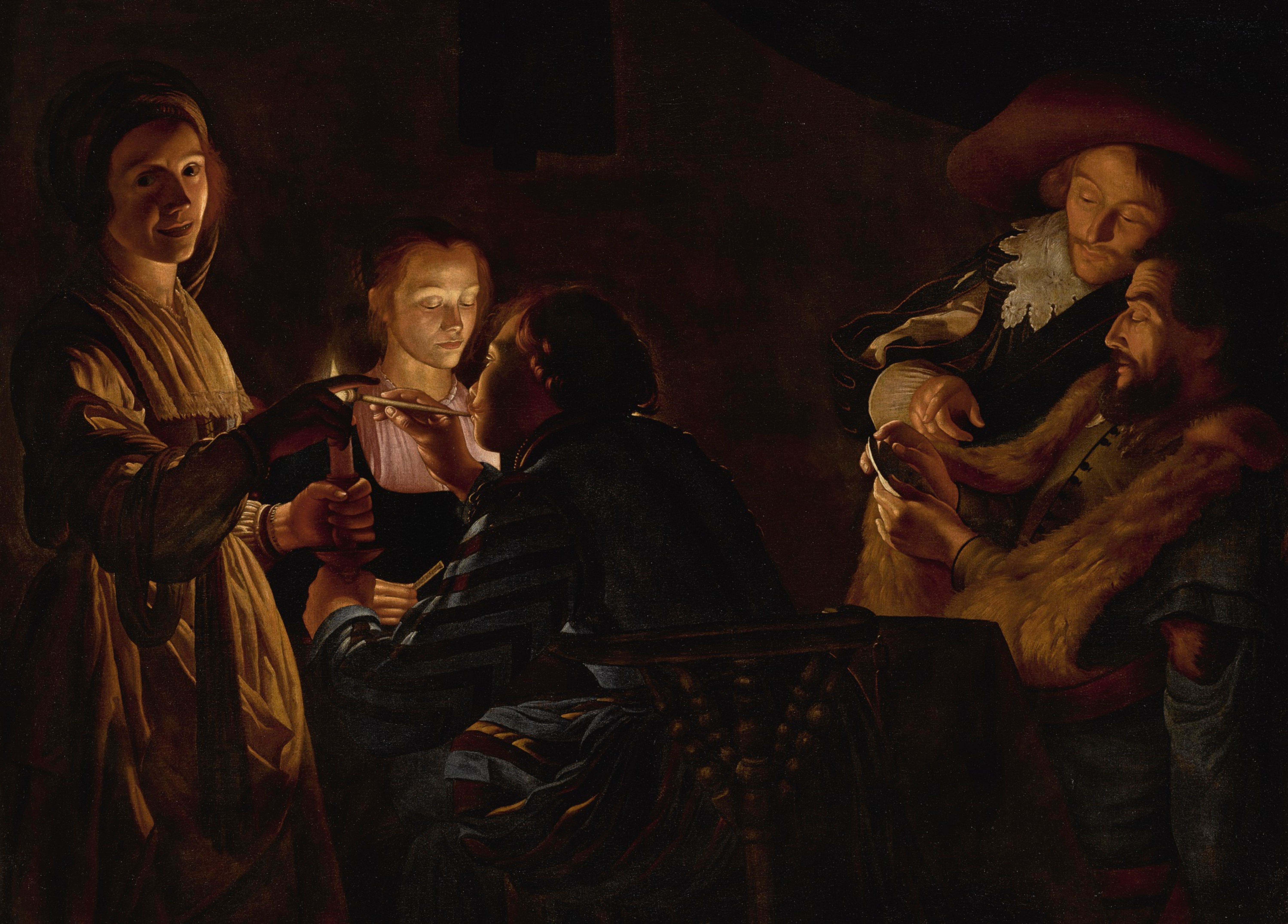
Joueurs de cartes

L'œuvre d'Adam de Coster est principalement constituée de peintures de genre avec des figures de mi-hauteur et des effets de lumière dramatiques. Il privilégie un clair-obscur fort et revient sans cesse sur le motif des demi-figures éclairées à la bougie. Il connaissait évidemment les œuvres du Caravage et de ses disciples, en particulier l'école caravagesque d'Utrecht. Ses tableaux montrent une certaine affinité avec ceux de Georges de La Tour et d'autres membres français du mouvement ténébriste dans le caravagisme. Des influences plus directes, cependant, sont Gerrit van Honthorst et Antonio Campi. Il a souvent utilisé le trope de la flamme à demi-masqué dans ses compositions.
Ses sujets sont ceux que l'on trouve habituellement chez le Caravage et ses successeurs: joueurs de cartes, diseuses de bonne aventure, prostituées, spectacles musicaux, le reniement de Pierre, etc. De Coster revient régulièrement sur certains sujets et il existe différentes versions du Reniement de Pierre et des Joueurs de cartes. Il a également peint Deux sculpteurs dans la nuit à Rome (Statens Museum for Kunst), qui pourrait être un double portrait de François Duquesnoy et Georg Petel. Cela suggère qu'il était également actif en tant que portraitiste.

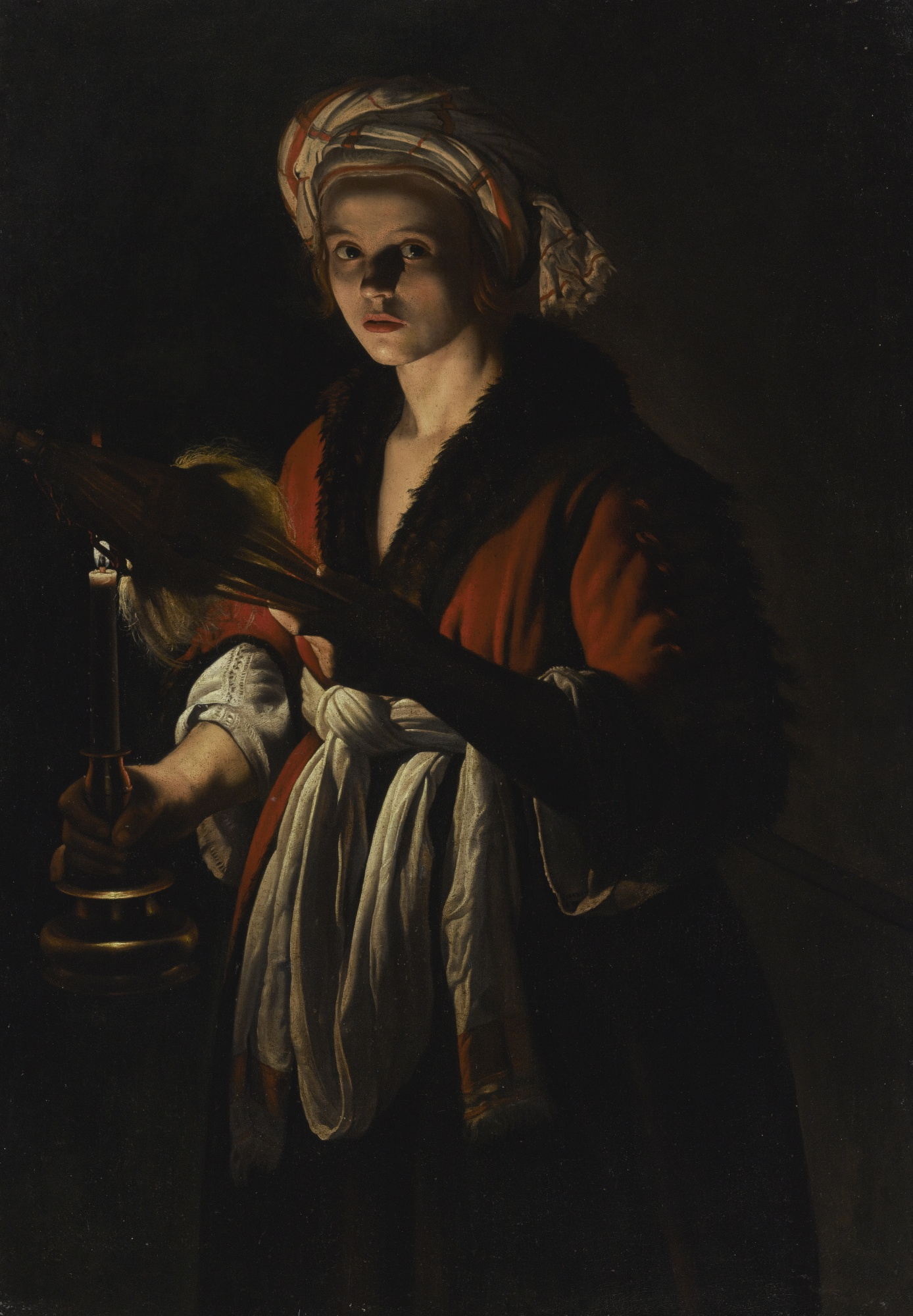
Une jeune femme tenant une quenouille devant une bougie allumée

Un bel exemple de son œuvre est le Trois chanteurs (Musée Liechtenstein, Vienne). Dans cette œuvre, de Coster présente une performance musicale de trois chanteurs qui chantent à partir du même recueil de chansons. Les trois musiciens sont dessinés avec des traits fins mais nets, sur un fond de rideau rouge. Ils sont éclairés d'en bas par une source de lumière extérieure à l'image. De Coster montre sa maîtrise dans le rendu sensuel du tissu de la robe du chanteur et la façon dont il capte la lumière. Une autre composition ayant un thème musical est Un homme qui chante avec une bougie (1625-1635) (National Gallery of Ireland). Ici, de Coster a utilisé le dispositif de la lumière cachée pour créer de magnifiques effets de lumière sur les vêtements.. Le chanteur est représenté avec la bouche à moitié ouverte, ce qui ajoute au sens du drame et au réalisme d'un moment capturé. Il est probable que le personnage soit une étude de vie. En étroite relation avec cette œuvre, on trouve Une jeune femme tenant une quenouille devant une bougie allumée (chez Sotheby's le 25 janvier 2017 à New York, lot 23), une autre composition montrant une seule figure illuminée par une flamme de ce qui semble être le même chandelier. Les similitudes entre les deux compositions illustrent la reprise par de Coster d'un prototype de composition réussie.